# Proceratium croceum
Proceratium croceum är en myrart som först beskrevs av Julius Roger 1860.  Proceratium croceum ingår i släktet Proceratium och familjen myror. Inga underarter finns listade i Catalogue of Life.

## Bildgalleri

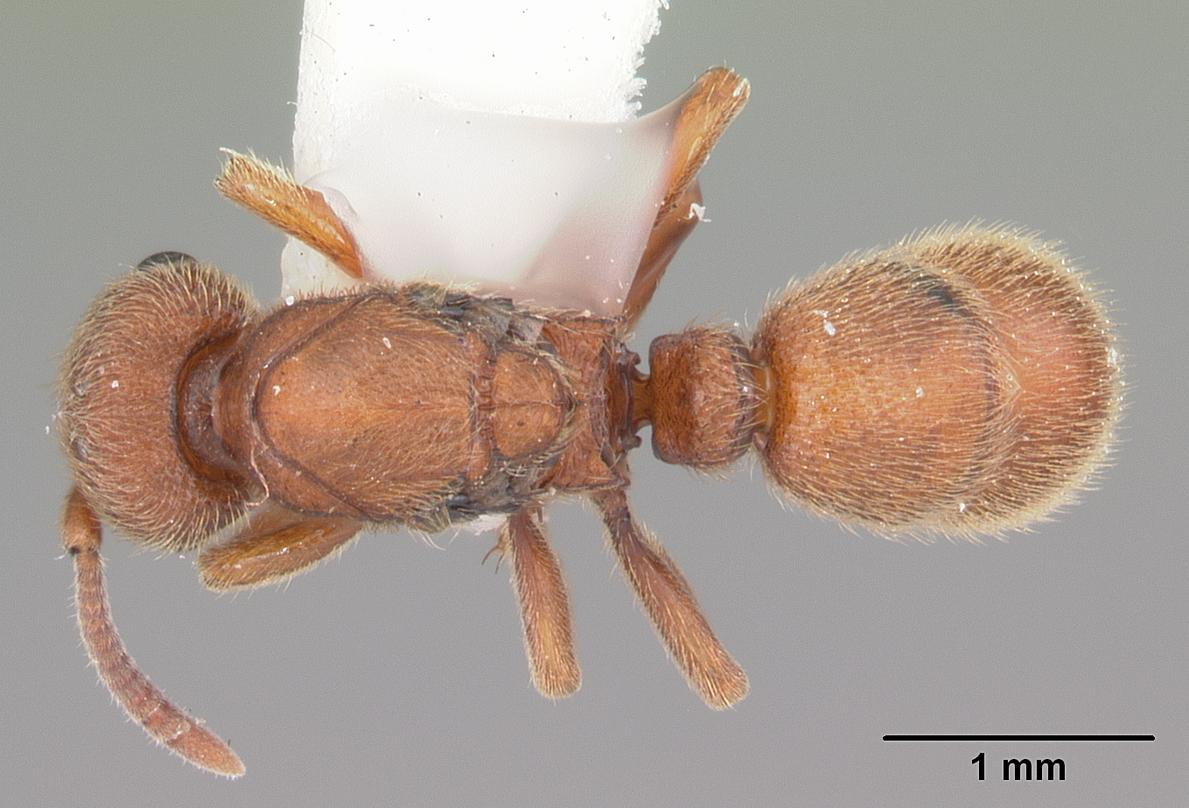
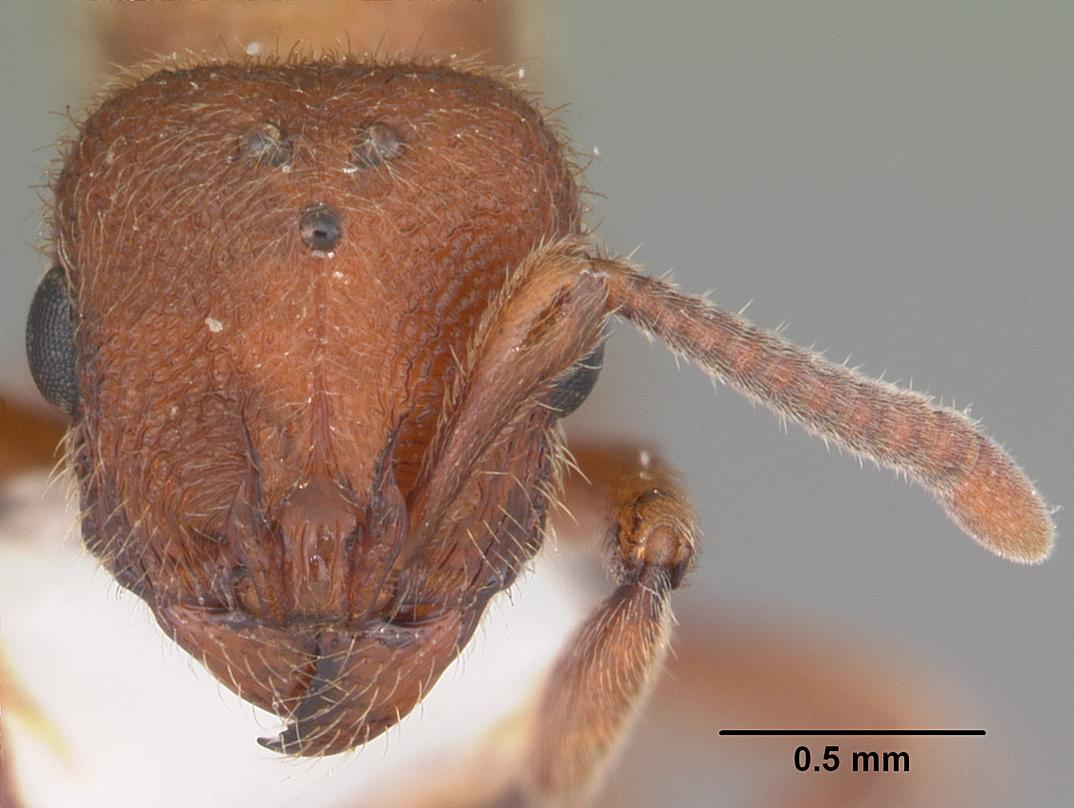
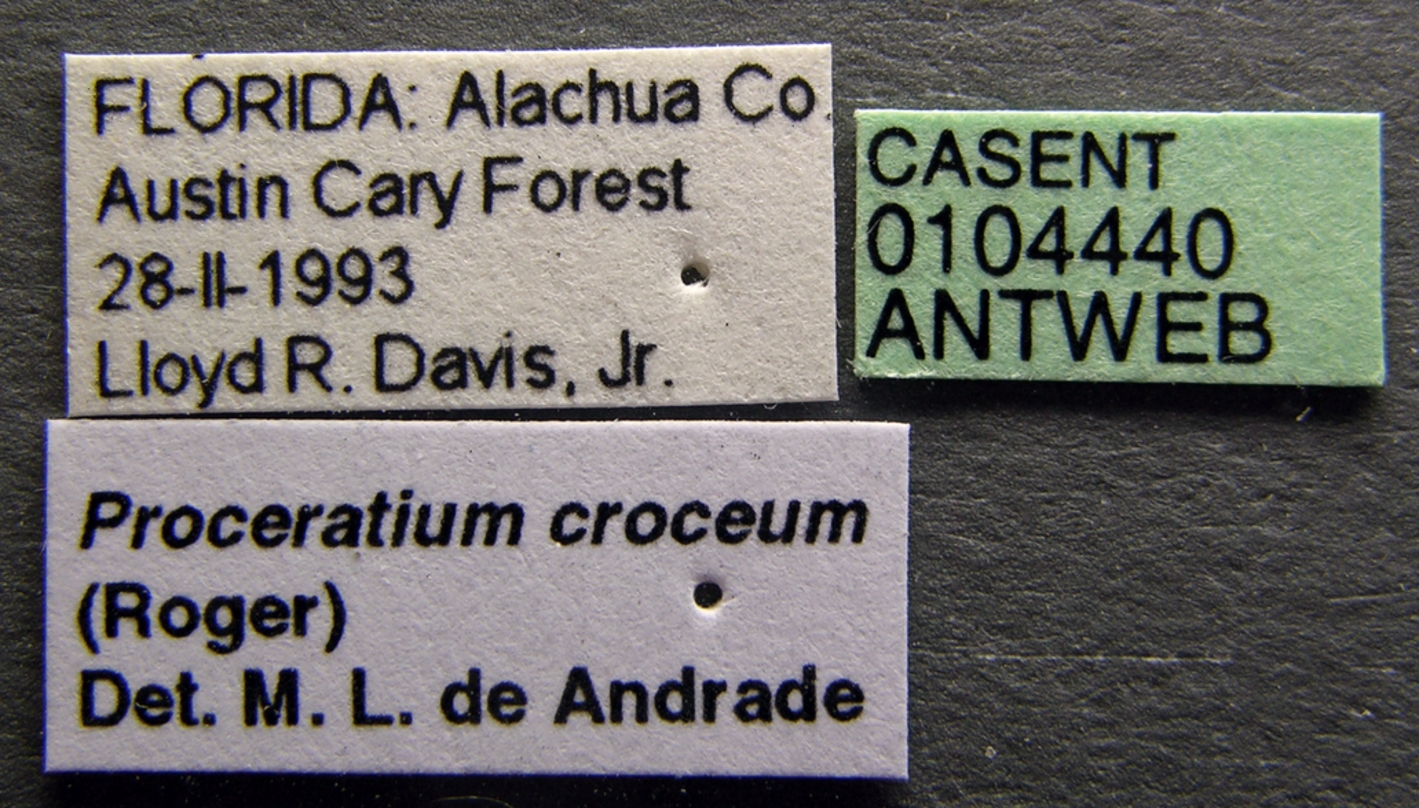
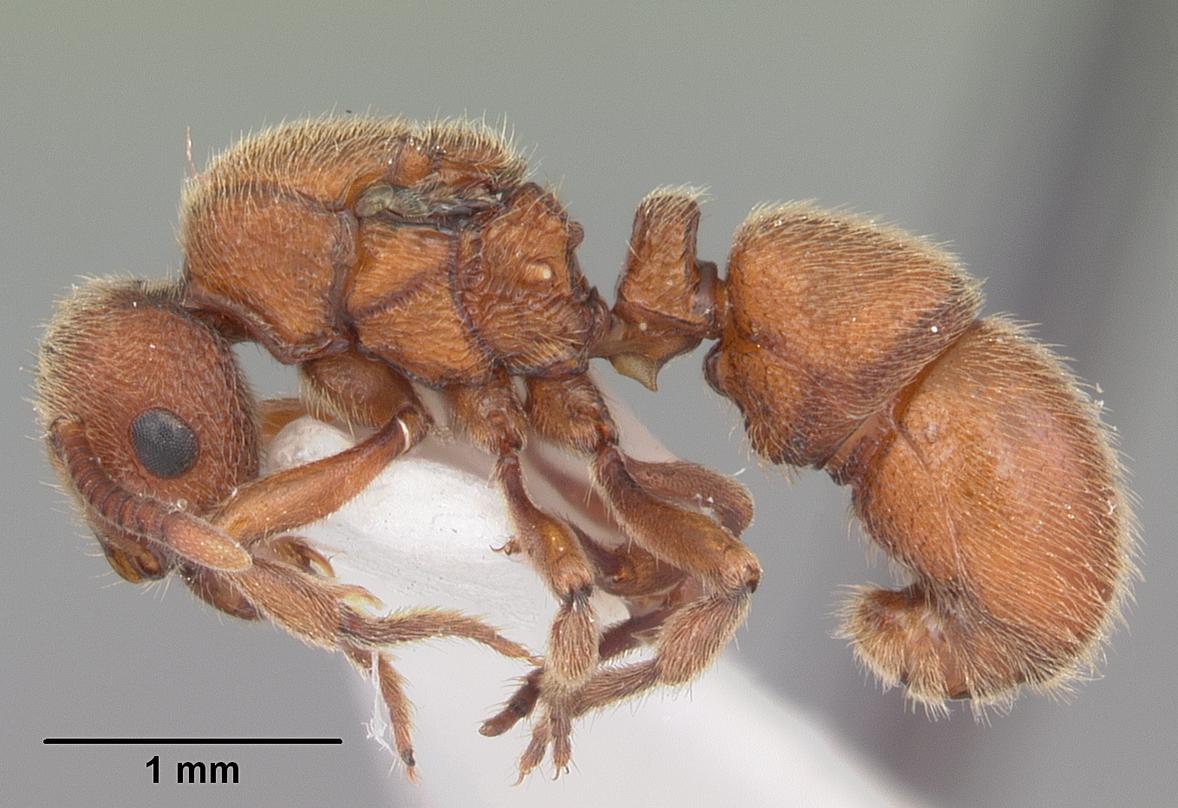
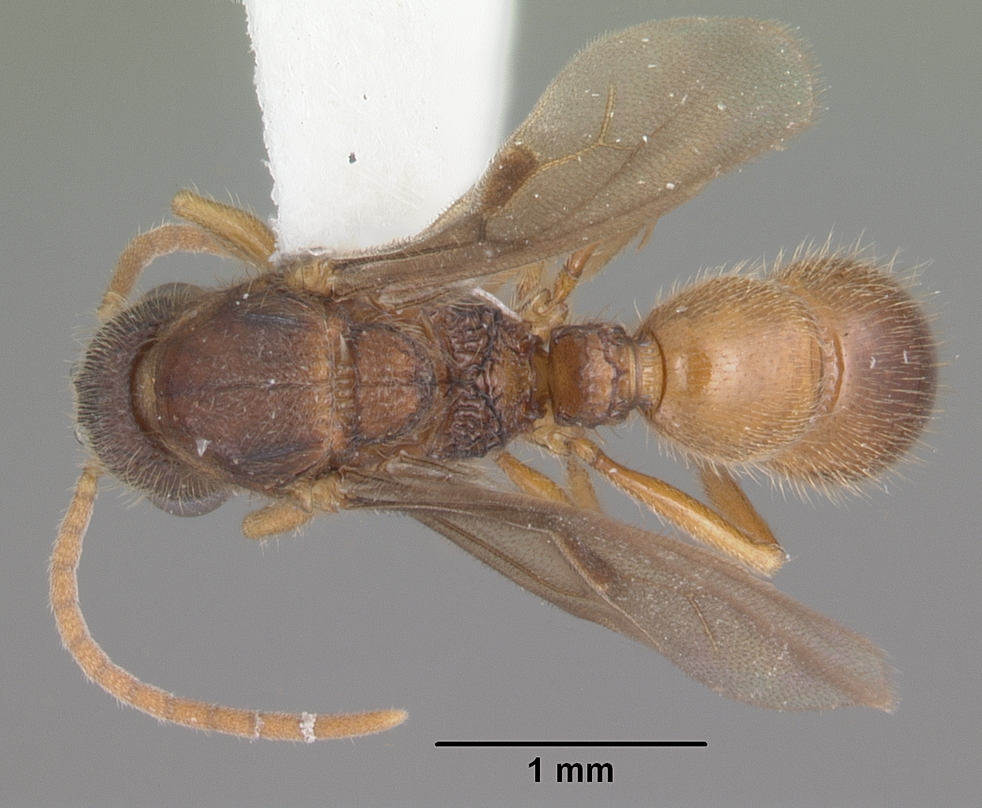
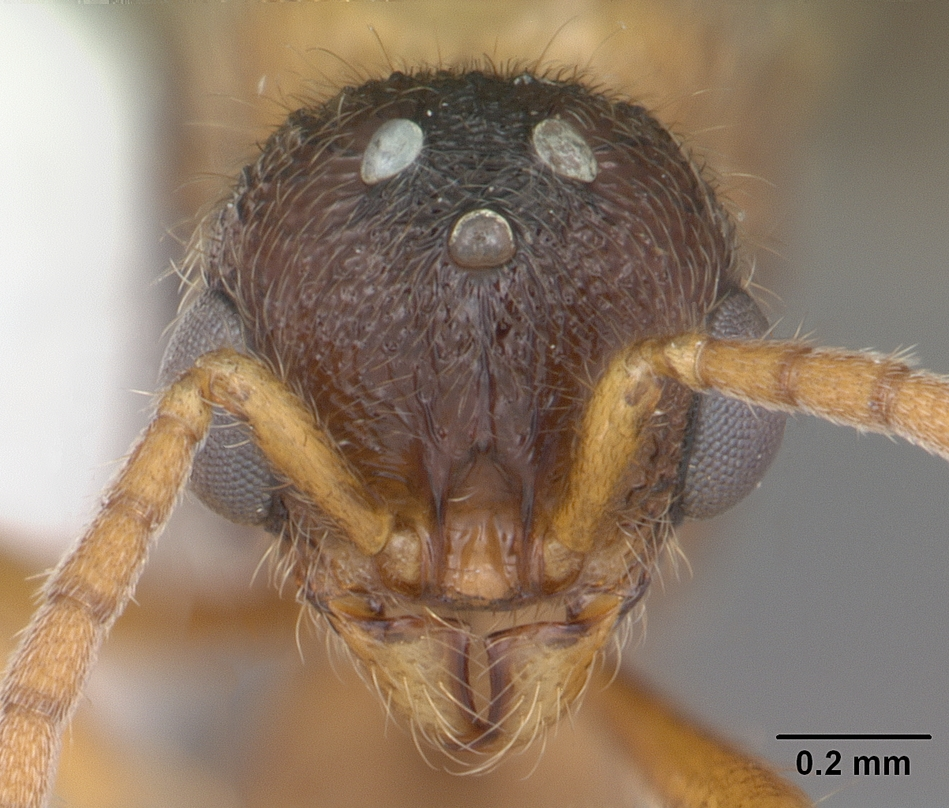